# Bugs (téléfilm)
Pour les articles homonymes, voir Bugs.
Pour plus de détails, voir Fiche technique et Distribution.
Bugs est un téléfilm américain réalisé par Joseph Conti et diffusé le 6 septembre 2003 sur Sci Fi Channel.

## Synopsis
Alors qu'il poursuit un criminel, un policier fait une découverte effroyable dans un tunnel désaffecté du métro : un énorme insecte de trois mètres de long à l'apparence de scorpion. Au moyen de son énorme queue, l'abominable créature le détecte et le dévore. L'agent du FBI Matt Pollack est chargé de mener l'enquête. Quand les experts légistes dévoilent la source du problème, il demande de l'aide à son amie entomologiste Emily Foster et les résultats de ses analystes sont terrifiants. Matt et un commando d'élite partent explorer les galeries du métro pour exterminer ces prédateurs mais sont alors attaqués par une horde d'insectes géants et leur puissante riposte provoque l'effondrement de l'entrée du tunnel. Ils doivent faire vite s'ils ne veulent pas que les insectes ne provoquent chaos et dévastation dans la ville...

## Fiche technique
- Réalisation : Joseph Conti
- Scénario : Robinson Young, Patrick Doody et Chris Valenziano, d'après une histoire de Patrick Doody, Chris Valenziano et Joseph Conti
- Société de distribution : Image Entertainment
- Durée : 82 minutes
- genre : science fiction

## Distribution
- Antonio Sabato Jr. : Matt Pollack
- Angie Everhart : Emily Foster
- R.H. Thomson : Reynolds
- Karl Pruner (en) : Victor Petronovich
- Duane Murray : Benton
- Romano Orzari : Garcia
- Stephanie Moore (en) : Manning
- Wes Williams (en) : Bergstein
- Xuan Fraser : Beat Cop
- Lynne Griffin : L'experte médicale
- Tim Post : Jack Ball
- Elias Zarou : Chef Lembeck
- Nigel Hamer : VIP Man